# Monroy (Cáceres)
Monroy ist ein Ort und eine Gemeinde  (municipio) mit 884 Einwohnern (Stand: 2024) in der spanischen Provinz Cáceres in der Autonomen Gemeinschaft Extremadura.

## Lage und Klima
Monroy liegt in einer Höhe von ca. 380 m. Der Tajo fließt an der nördlichen Gemeindegrenze entlang. Das Stadtzentrum von Cáceres befindet sich ca. 33 Kilometer südwestlich.

## Bevölkerungsentwicklung
| Jahr      | 1970 | 1981 | 1991 | 2001 | 2011 | 2021 |
| Einwohner | 2020 | 1409 | 1345 | 1176 | 1077 | 922  |

## Sehenswürdigkeiten
- Reste einer römischen Villa
- Burganlage
- Katharinenkirche (Iglesia de Santa Catalina)

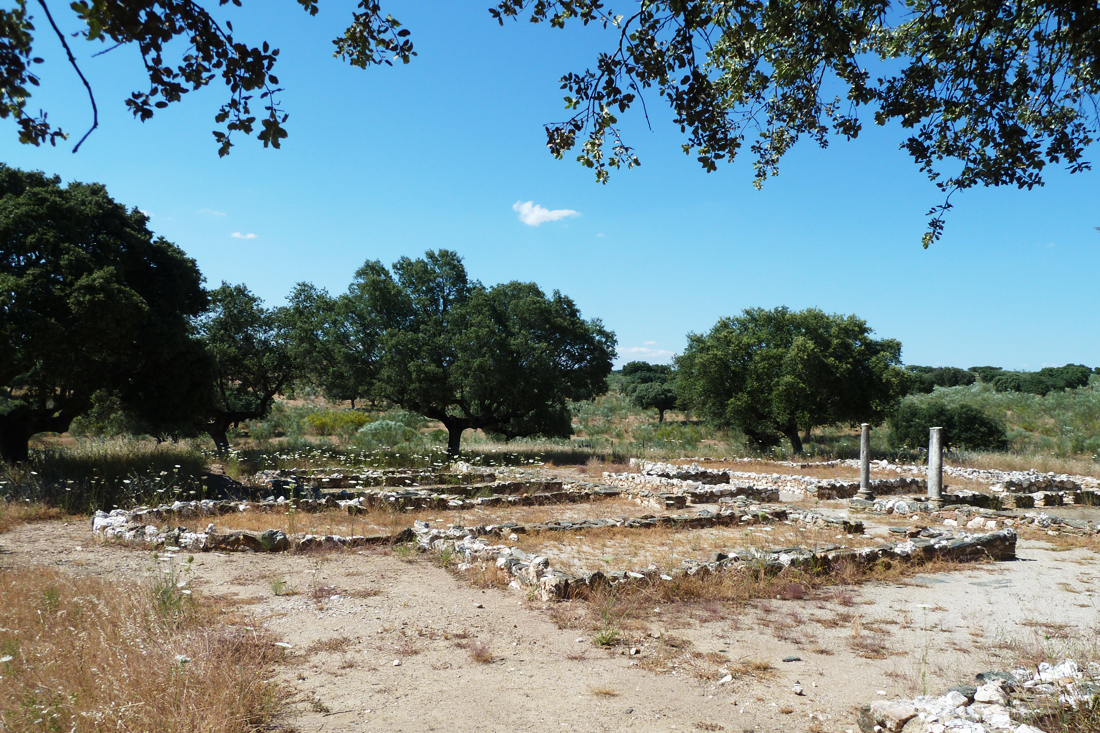
Reste einer römischen Villa
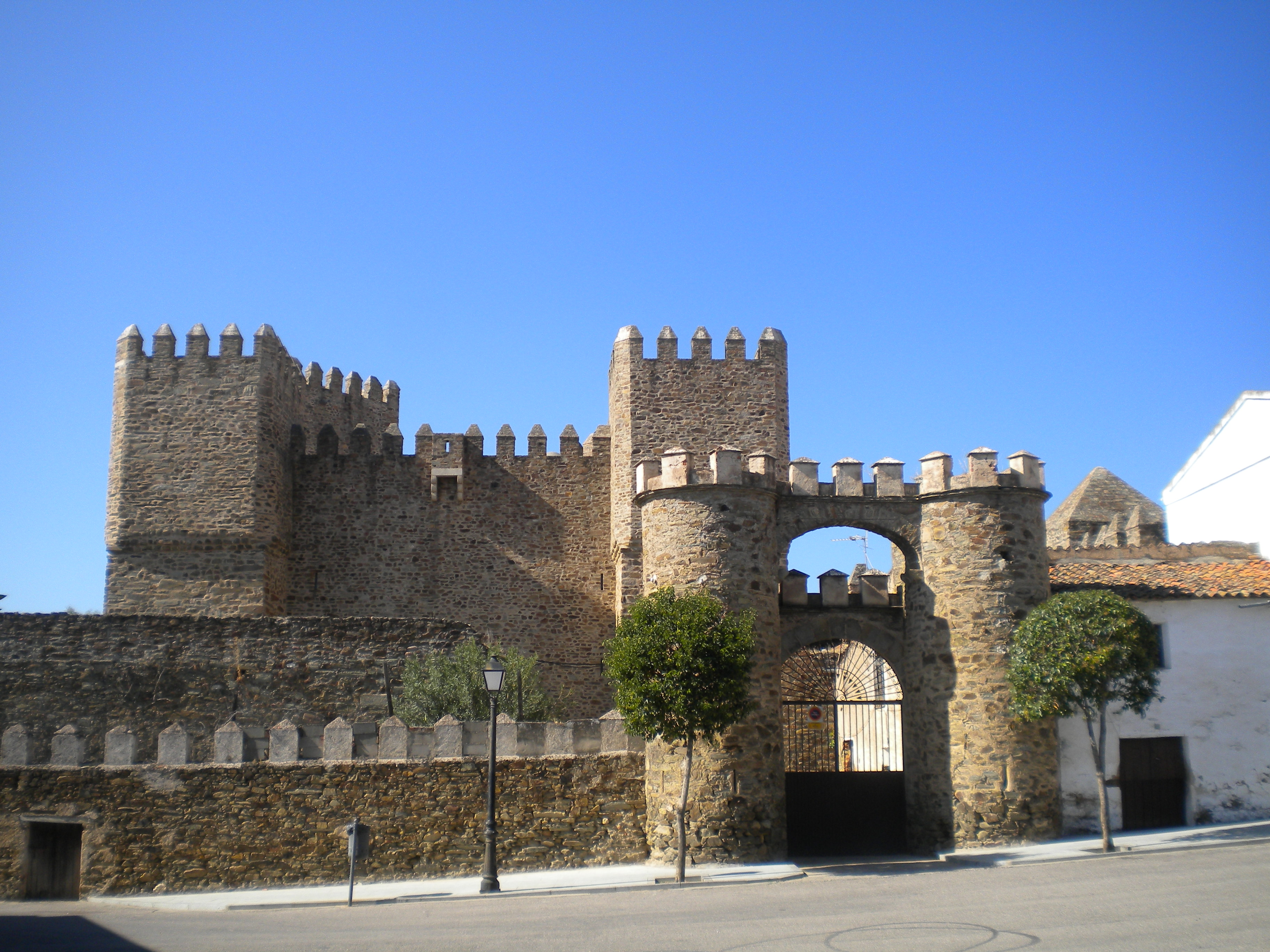
Burganlage von Monroy
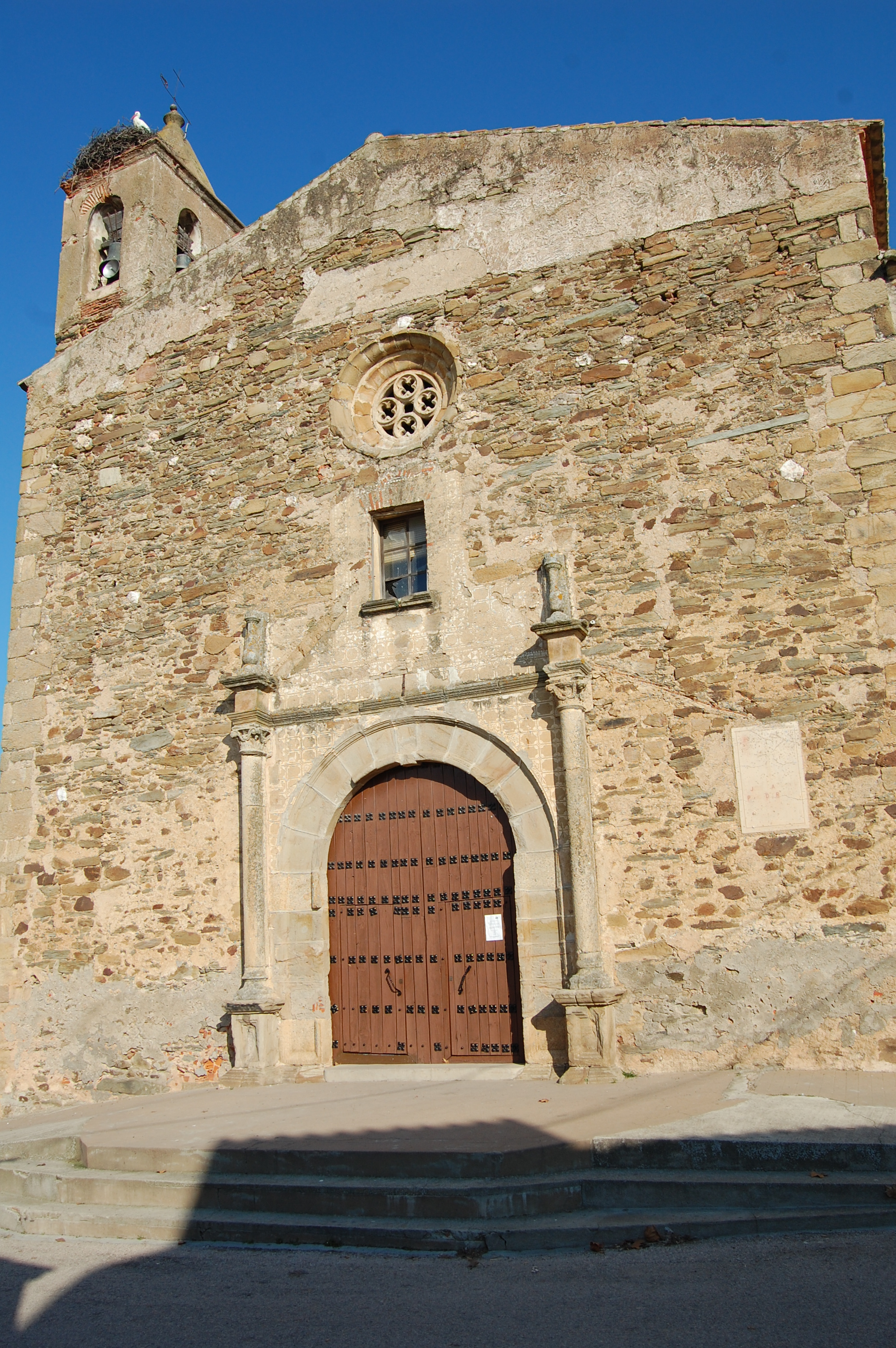
Katharinenkirche
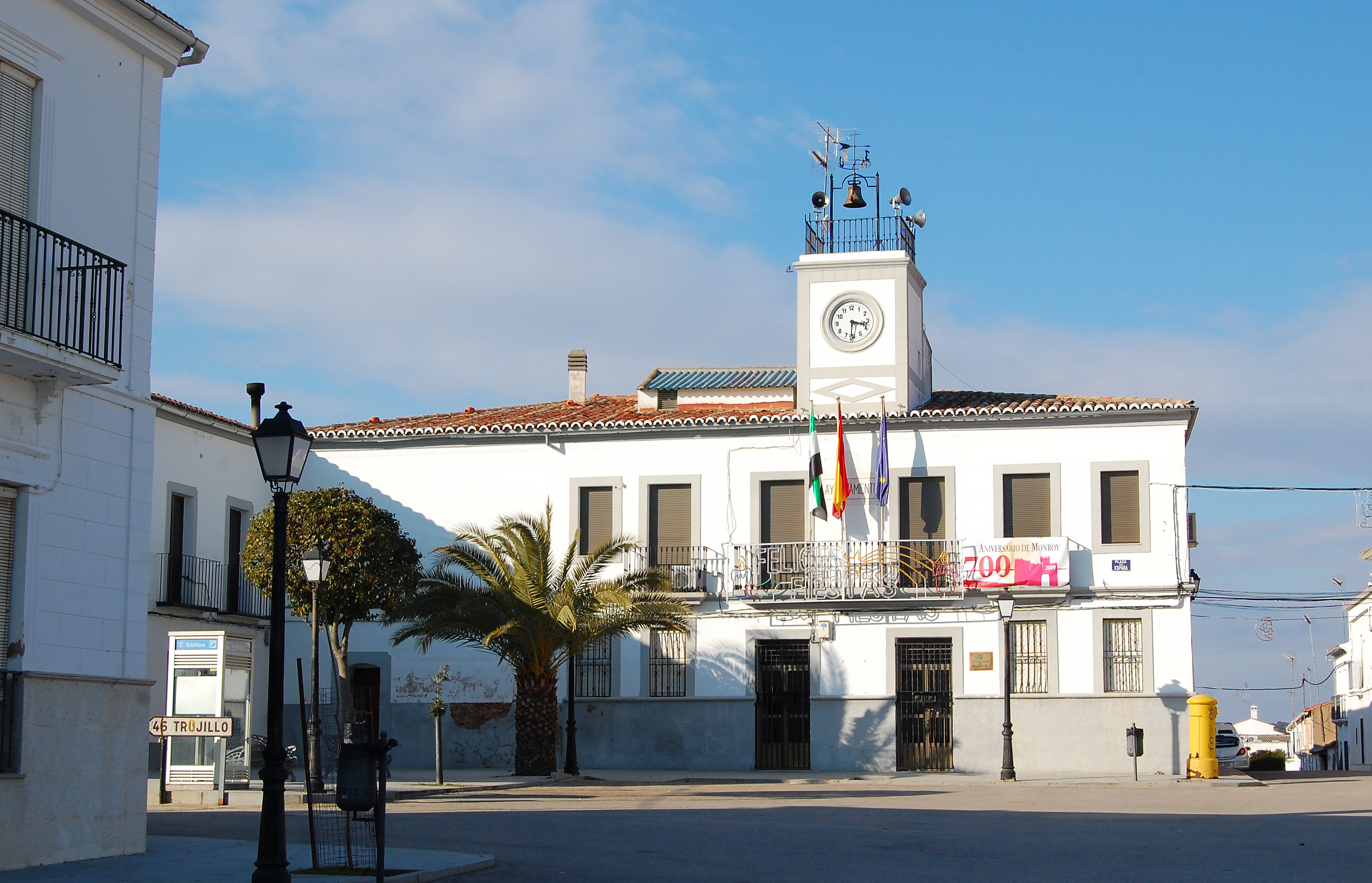
Rathaus